# Django ne prie pas
Pour les articles homonymes, voir Django.
Pour plus de détails, voir Fiche technique et Distribution.
Django ne prie pas (I vigliacchi non pregano) est un western spaghetti italo-espagnol réalisé par Mario Siciliano en 1969.

## Résumé
De retour de la guerre de Sécession, après avoir traversé mille vicissitudes, Bryan Clarke retrouve sa femme assassinée. Bryan décide de mettre en œuvre sa vengeance, qui le transforme progressivement en bête humaine, malgré l'amitié de Daniel et son frère Robert.

## Commentaires
- La scène de l'éclat de rire du brigand fou et de la scène de mesure du temps de relève de la garde ressemblent beaucoup aux scènes équivalentes de Et pour quelques dollars de plus.

## Fiche technique
- Titre français : Django ne prie pas
- Titre italien : I vigliacchi non pregano
- Titre espagnol : El vengador del sur[1]
- Réalisateur : Mario Siciliano, sous le pseudo de Marlon Sirko
- Scénario : Ernesto Gastaldi, Eduardo Manzanos Brochero, Mario Siciliano
- Musique : Manuel Parada
- Photographie : Gino Santini
- Production : Copercines, Cooperativa Cinematográfica, et Metheus Film
- Genre : Western
- Durée : 82 min
- Pays :  Espagne /  Italie
- Langue : italien
- Couleur
- Son : Mono
- Date de sortie : 
  - Italie : 1969
  - Espagne : 14 décembre 1970
  - France : 17 mars 1971

## Distribution
- Gianni Garko : Bryan Clarke (Django dans la vf)
- Ivan Rassimov : Daniel (sous le pseudo de Sean Todd)
- Elisa Montés : Julie
- Roberto Miali : (sous le pseudo de Jerry Wilson)
- Carla Calò : mère Douglas (sous le pseudo de Carrol Brown)
- José Jaspe
- Luciano Pigozzi : Bill Perkins (sous le pseudo de Alan Collins)
- Maria Mizar
- Manuel Galiana
- Luis Induni
- Miguel Del Castillo
- Frank Braña
- Lorenzo Robledo
- Dale Cummings
- Julio Peña
- Marco Morelli
- Gino Marturano
- Giovanni Ivan Scratuglia